# Fits (jeu)
Pour les articles homonymes, voir FITS.
Fits est un jeu de société créé par Charles B. Phillips et Ronald Wiecek en 1999 et édité par Ravensburger.
Pour 2 à 4 joueurs, à partir de 8 ans, pour environ 5 à 15 minutes.

## Principe général
Les joueurs cherchent à compléter une planche carrée à l'aide d'éléments géométriques de couleurs différentes le plus vite possible, tout en respectant des règles de placement relatives aux lignes de la planche et aux couleurs.

## Règle du jeu

### But du jeu
Être le premier joueur à avoir complété sa planche de couleur en respectant toutes les règles de placement.

### Matériel
- 4 planches de jeu
- 1 support de pièces proposant 5 piles de pièces (2 pour chaque taille de triangle et 1 pour les carrés)
- 80 pièces de 4 couleurs différentes (rouge, jaune, vert et bleu) réparties de la manière suivante :
  - 32 grands triangles
  - 32 petits triangles
  - 16 carrés
- 1 dé spécial (2 faces "petit triangle", 2 faces "grand triangle", 1 face "carré" et 1 face "main")

### Mise en place
Après avoir mélangé les pièces de couleur et mis en place 16 pièces dans chaque pile, les joueurs prennent une planche de jeu chacun et installent le support de pièces à égale distance de chaque joueur.

### Déroulement
La règle du jeu stipule que "le joueur qui se sent au mieux de sa forme commence". Ce joueur lance alors le dé et effectue l'action correspondant à la face obtenue :
- Face "petit triangle", "grand triangle" ou "carré" : Le joueur prend la 1re pièce de la pile désignée par le dé. Dans le cas des triangles, tant que les 2 piles contiennent une pièce, le joueur peut choisir quel triangle il prend. Si la pièce indiquée par le dé n'est plus disponible, le joueur passe son tour.
- Face "main" : Le joueur peut voler une pièce déjà posée sur la planche d'un autre joueur.

Dès que le premier joueur a pris la pièce indiquée par le dé, le joueur suivant dans l'ordre des aiguilles d'une montre peut s'emparer du dé et le lancer à son tour, et ce sans attendre que le joueur précédent ait posé sa nouvelle pièce.
Le positionnement des pièces doit s'effectuer en respectant 2 règles principales :
- Toutes les pièces doivent être positionnées en suivant les lignes dessinées sur la planche de jeu.
- Deux pièces de même couleur ne peuvent se toucher que par un angle.

Si un joueur est dans l'impossibilité de jouer une pièce, il peut la mettre de côté, mais tous les autres joueurs ont alors la possibilité de prendre possession de cette pièce. Un joueur a également le droit de déplacer les pièces déjà posées sur sa planche. À cette occasion, il peut passer son tour pour éviter de mettre de nouvelles pièces à la disposition des autres joueurs pendant qu'il réaménage sa planche.

### Fin de partie et vainqueur
Lorsqu'un joueur a complété sa planche, il crie "Fits", ce qui a pour effet immédiat d'interrompre la partie. Les autres joueurs contrôlent alors qu'il a bien respecté toutes les règles de placement. Dans ce cas, le joueur qui a crié "Fits" a gagné. Sinon, chaque joueur lui vole une pièce se trouvant au bord de sa planche et le jeu reprend là où il a été suspendu.

## Récompenses
- As d'or Junior (13-17 ans) 1999
- Mensa Select Mind Games  2001